# هربرت ميس
هربرت ميس (بالألمانية: Herbert Mies)‏ (و. 1929 – 2017 م) هو سياسي ألماني، ولد في مانهايم، كان عضوًا في الحزب الشيوعي الألماني، توفي في مانهايم، عن عمر يناهز 88 عاماً.

## جوائز
حصل على جوائز منها:
- نيشان الصداقة  [لغات أخرى]‏ (8 مايو 1980)[10]
- وسام لينين
- جائزة لينين للسلام

## روابط خارجية
- هربرت ميس على موقع مونزينجر (الألمانية)